# 鮭魚灣 (南極洲)
66°8′S 134°5′E / 66.133°S 134.083°E
鮭魚灣（英語：Salmon Bay）是南極洲的海灣，位於威爾克斯地，寬19公里，處於切斯尼角和路易斯島之間，由澳大利亞探險隊發現，現時由南極條約體系管理。